# Узкоколейная железная дорога Мокеиха-Зыбинского торфопредприятия
Узкоколейная железная дорога Мокеиха-Зыбинского т/пр — раннее эксплуатируемая  торфовозная узкоколейная железная дорога, колея 750 мм. Максимальная длина 43 км, Год открытия: 1950 год. Мокеиха-Зыбинское торфопредприятие занимало в СССР второе место по объемам добычи торфа, более 1 миллиона тонн ежегодно. Мокеиха-Зыбинское торфопредприятие находилось в Некоузском районе, Ярославской области, линия его узкоколейной железной дороги на значительном протяжении пролегала по территории Тверской области.

В июне 2016 года дорога разобрана. Разобрана перегрузочная эстакада, ж/д техника порезана и продана как лом. От железной дороги и от Мокеихо-Зыбинского предприятия практически ничего не осталось. Предприятие ликвидировано.

## История
Строительство посёлка Мокеиха-1 (Октябрь) началось в 1949 году, до этого времени массовой добычи торфа здесь не велось. Первый участок узкоколейной железной дороги был открыт в 1950 году. В начальный период истории торфопредприятия торф добывался в 3-4 километрах от посёлка Мокеиха 1 (Октябрь). В 1953 году началось строительство посёлка Мокеиха 2, освоение торфяных болот к северу от будущего посёлка. Вскоре была построена магистральная линия узкоколейной железной дороги от Мокеихи 1 до Мокеихи 2. В 1957 году вступила в эксплуатацию крытая перегрузочная эстакада, предназначенная для перегрузки торф из вагонов узкой колеи в вагоны широкой колеи, это позволило начать массовую отгрузку топливного торфа для электростанций.
Первый тепловоз ТУ4 поступил в сентябре 1964 года, позднее поступили тепловозы ТУ4-444, ТУ4-446, последний паровоз перестал эксплуатироваться в 1968 году. Узкоколейная железная дорога активно развивалась, появились вокзалы в обоих главных посёлках — Октябре (Мокеиха-1) и Мокеихе 2, между станциями «Октябрь» и «Мокеиха-2» курсировал пассажирский поезд. Линия от станции «Перегрузочная» до станции «Участковая», протяжённостью 15 километров, в 1966 году стала полностью двухпутной.

### Современное состояние

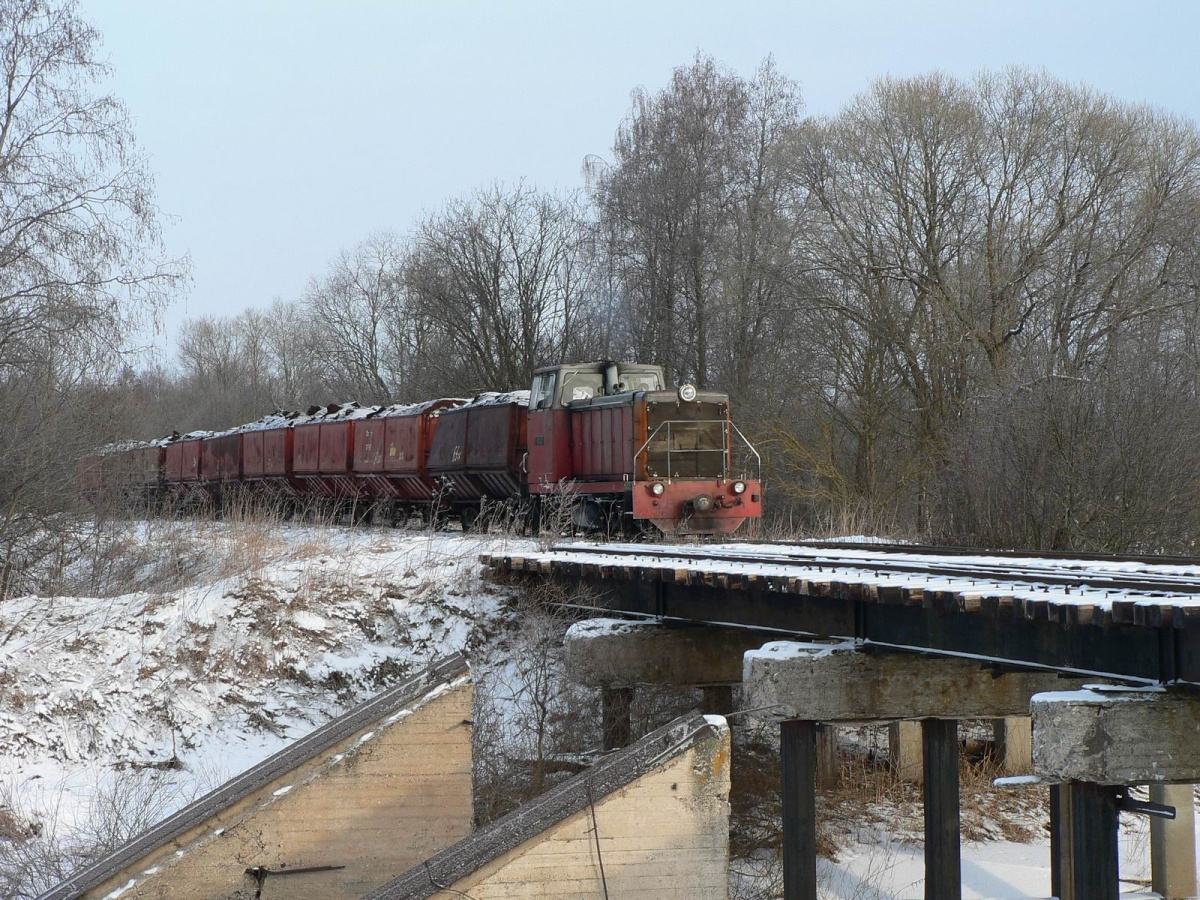
ТУ7А-3333 с грузовым составом перед мостом через реку Сит

В 1995 году было прекращено пассажирское движение по маршруту «Октябрь» — «Мокеиха-2», вместо пассажирских поездов было решено открыть автобусный маршрут. В мае 2000 года пассажирское (рабочее) и грузовое движение со станций «Перегрузочная» до «6 участка», грузовое движение до посёлка «Мокеиха-2», станция «Участковая» и далее ещё на 8 км в сторону Болотея — до «5 участка». В 2006 году узкоколейная железная дорога работает: грузовое движение транспортировка торфа и пассажирское (рабочее) по маршрутам Октябрь — «3-й участок», «Мокеиха-2» — «2-й участок». В 2011 году Корпорация «Биоэнергия» выкупила контрольный пакет акций ОАО «Мокеиха-Зыбинское». По состоянию на 2012 год узкоколейная железная дорога работает: грузовое движение транспортировка торфа и пассажирское движение, перевозка рабочих к торфяникам.

В 2014 году была разобрана пассажирская станция «Октябрь». Движение рабочих поездов сохраняется по единственному короткому маршруту: от пассажирской станции Мокеиха 2 до 3-го участка, торф доставляется на котельные в посёлках Октябрь и Мокеиха 2. В минимальном объёме торф перегружается в Мокеихе 2 из вагонов в автотранспорт.

## Подвижной состав

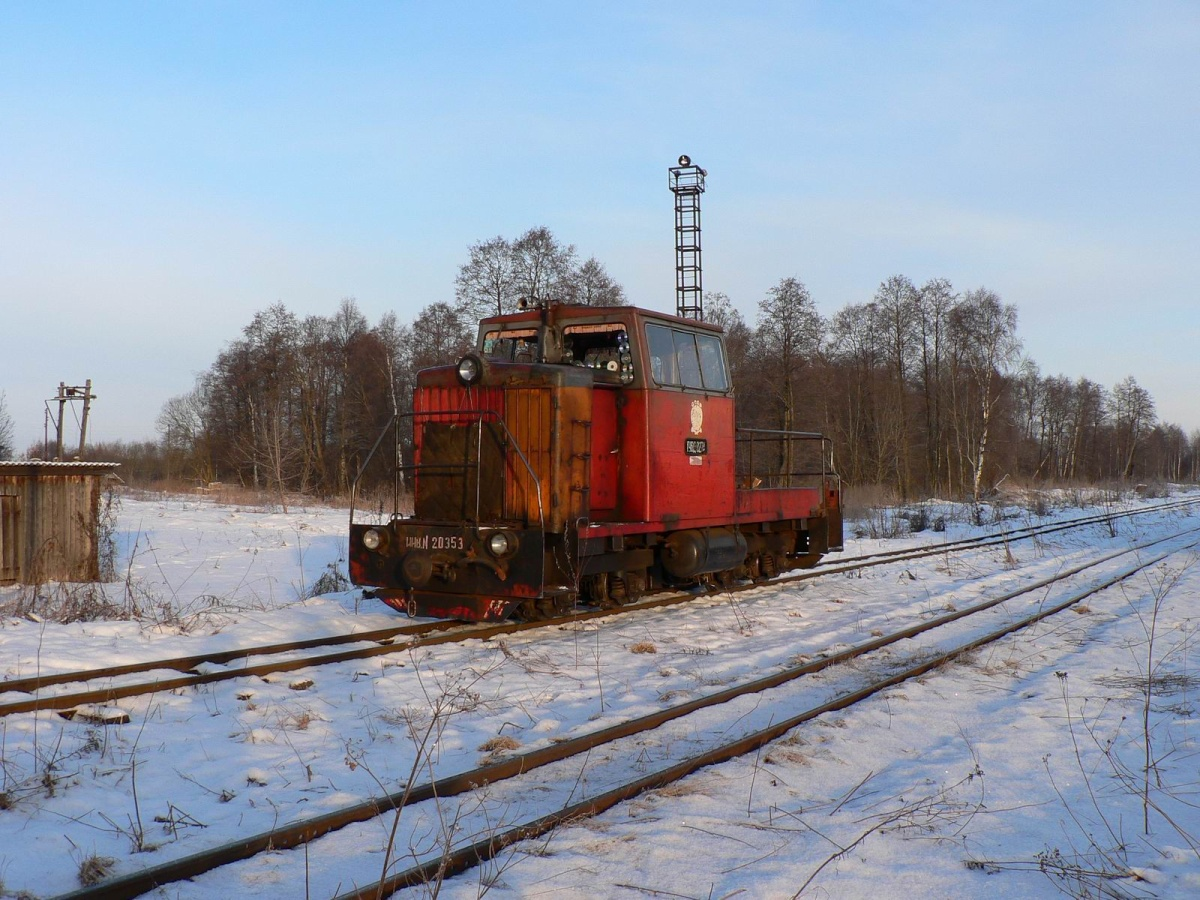
ТУ6Д-0274 на станции Участковая

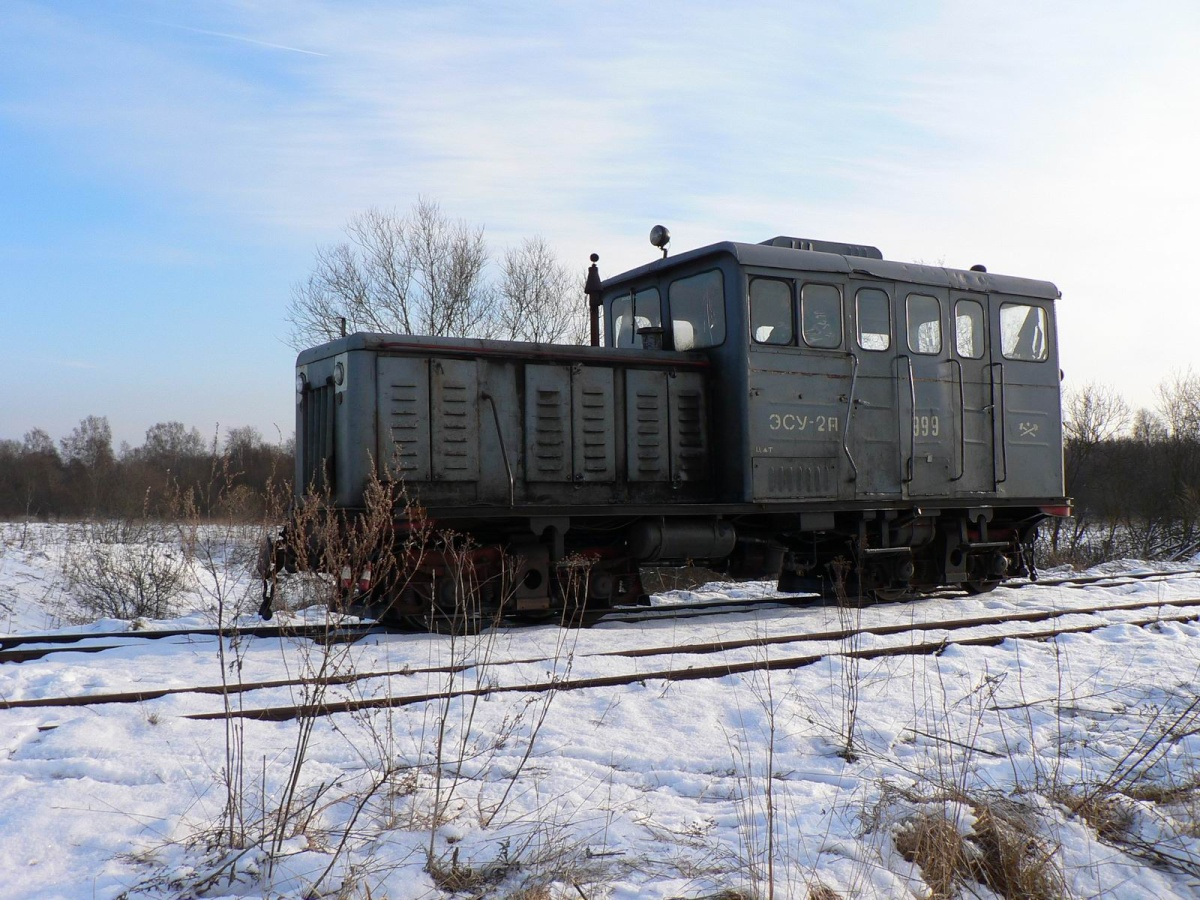
ЭСУ2А-999 на перегоне о.п. Сить — 5 км

На сегодняшний день нет ни дороги ни тепловозов, все порезано и продано как металлолом.

### Локомотивы
- ТУ6Д — № 0274
- ТУ7А — № 3333, 0904, 1677, 2908, 0952, 0727
- ЭСУ2А — № 999, 929, 268, 044

### Вагоны
- Вагоны ПВ40
- Крытый вагон
- Вагоны цистерны
- Хопперы-дозаторы
- Вагоны платформы
- Полувагоны для торфа
- Вагон транспортёр для перевозки крупногабаритной торфодобывающей техники.

### Путевые машины
- Дрезина ПД-1
- Путеукладчики ППР2МА
- Снегоочистители узкоколейные
- Узкоколейный железнодорожный кран КЖУ-О

## Фотогалерея

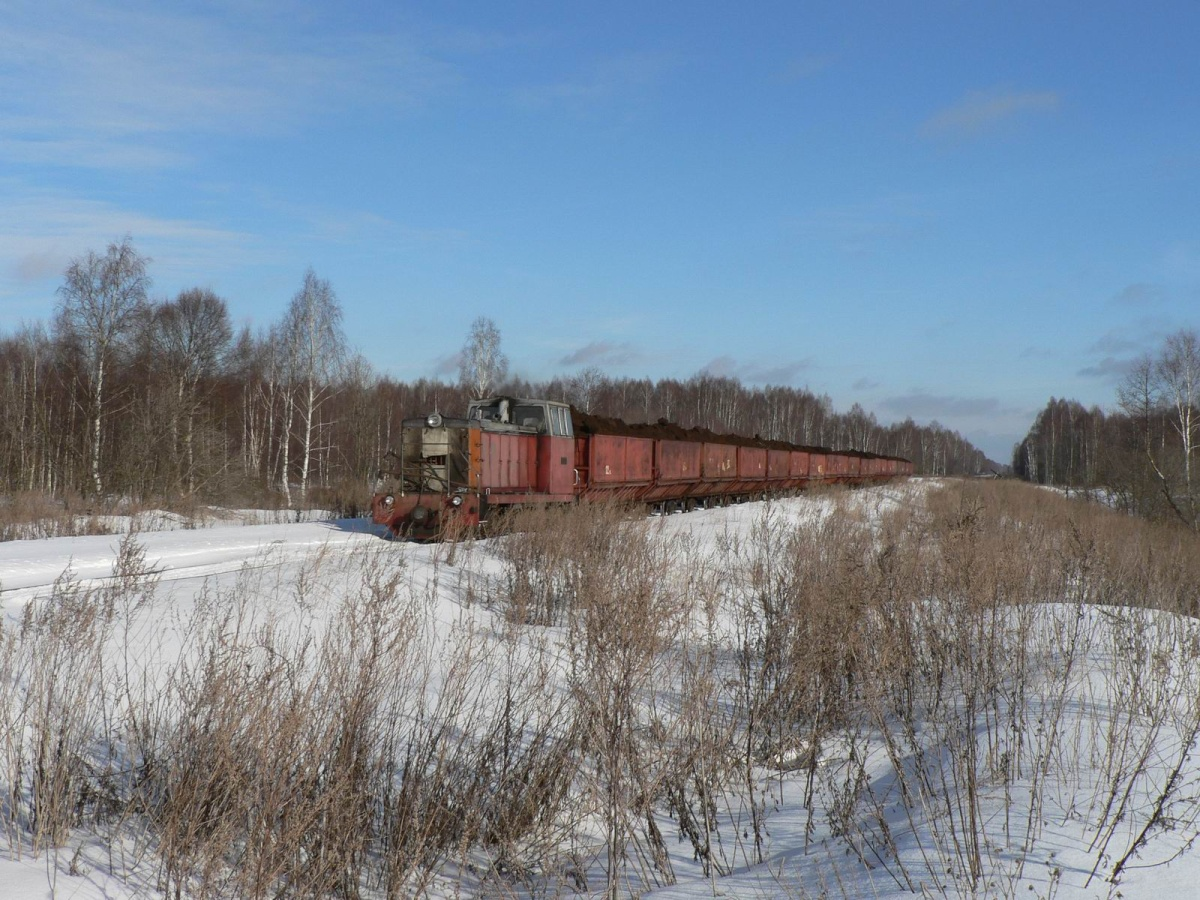
ТУ7А-3333 с грузовым поездом на перегоне 6-й пост - Перегрузочная
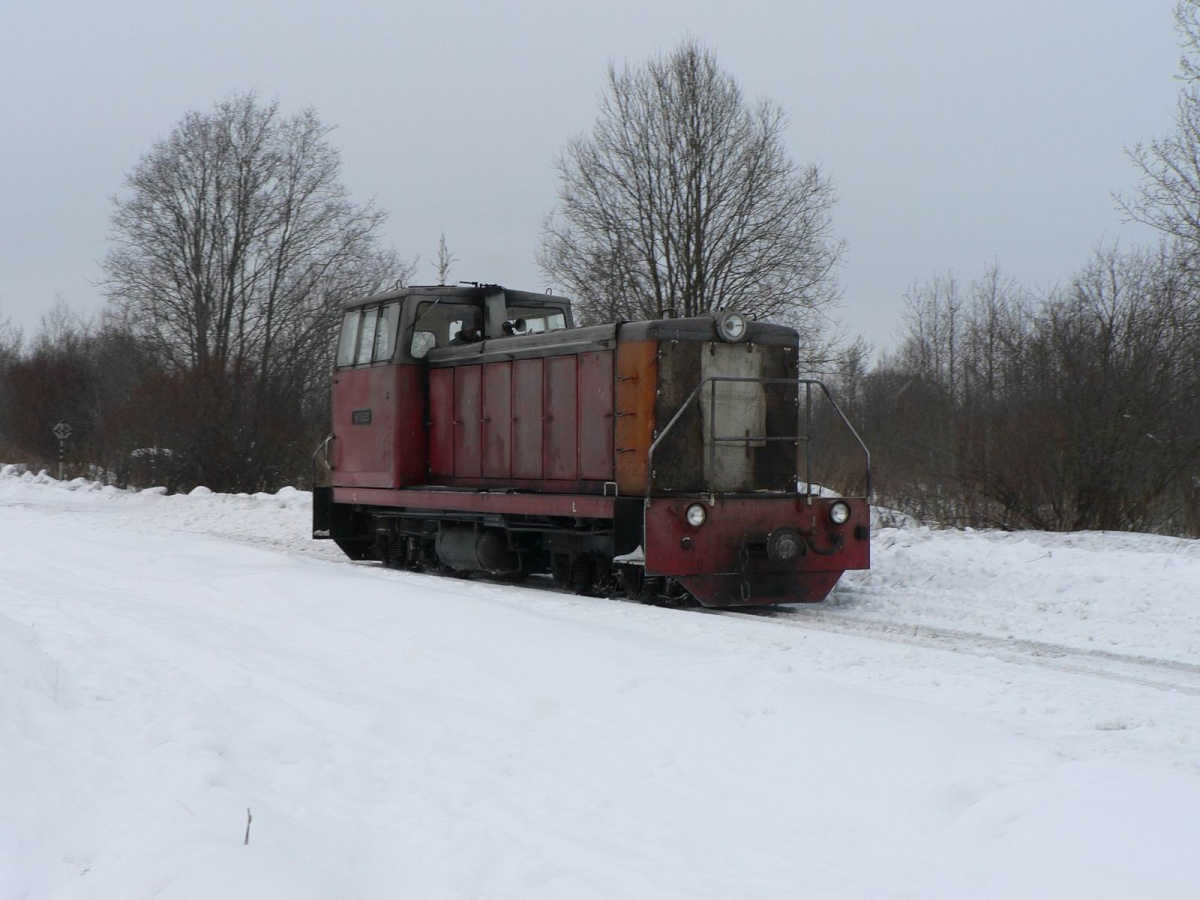
ТУ7А-3333 следует в депо от котельной
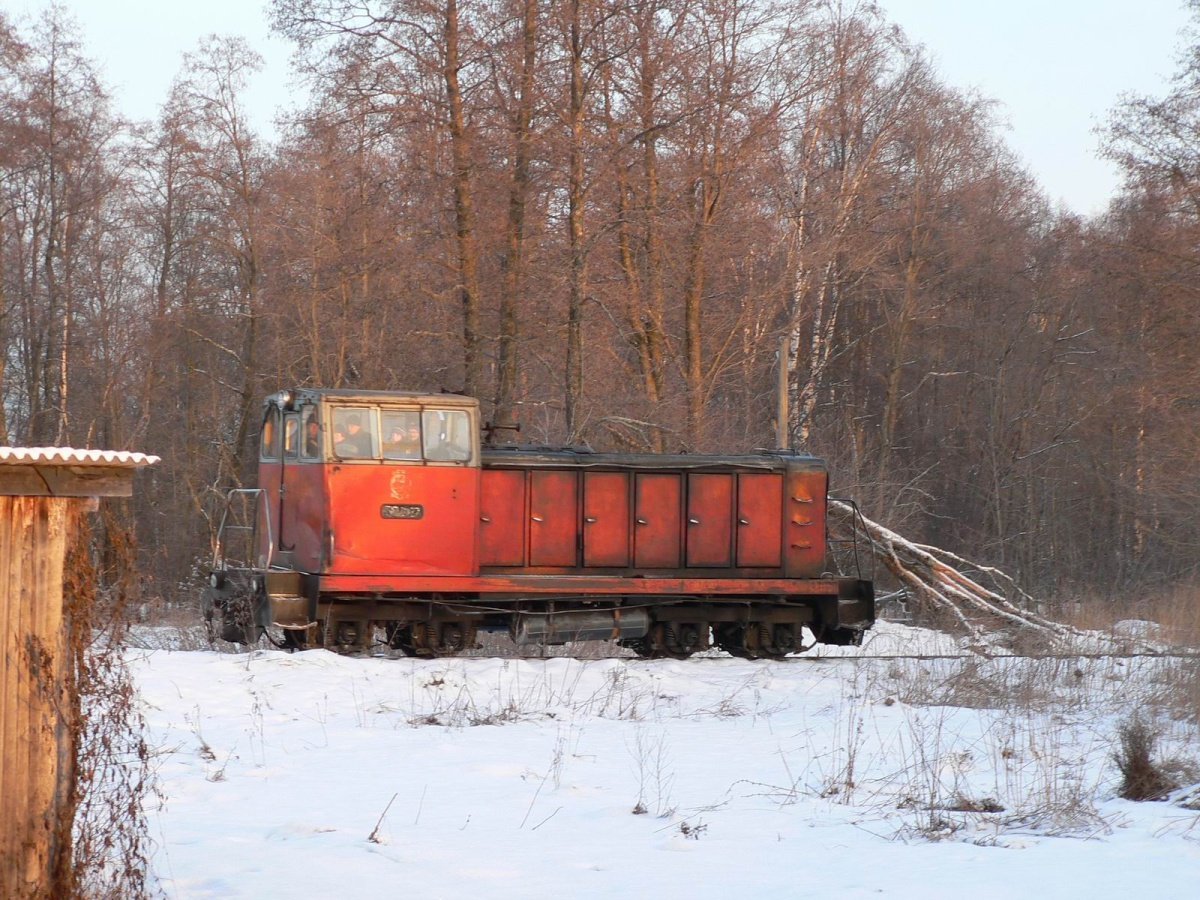
ТУ7-0727 на станции Участкова
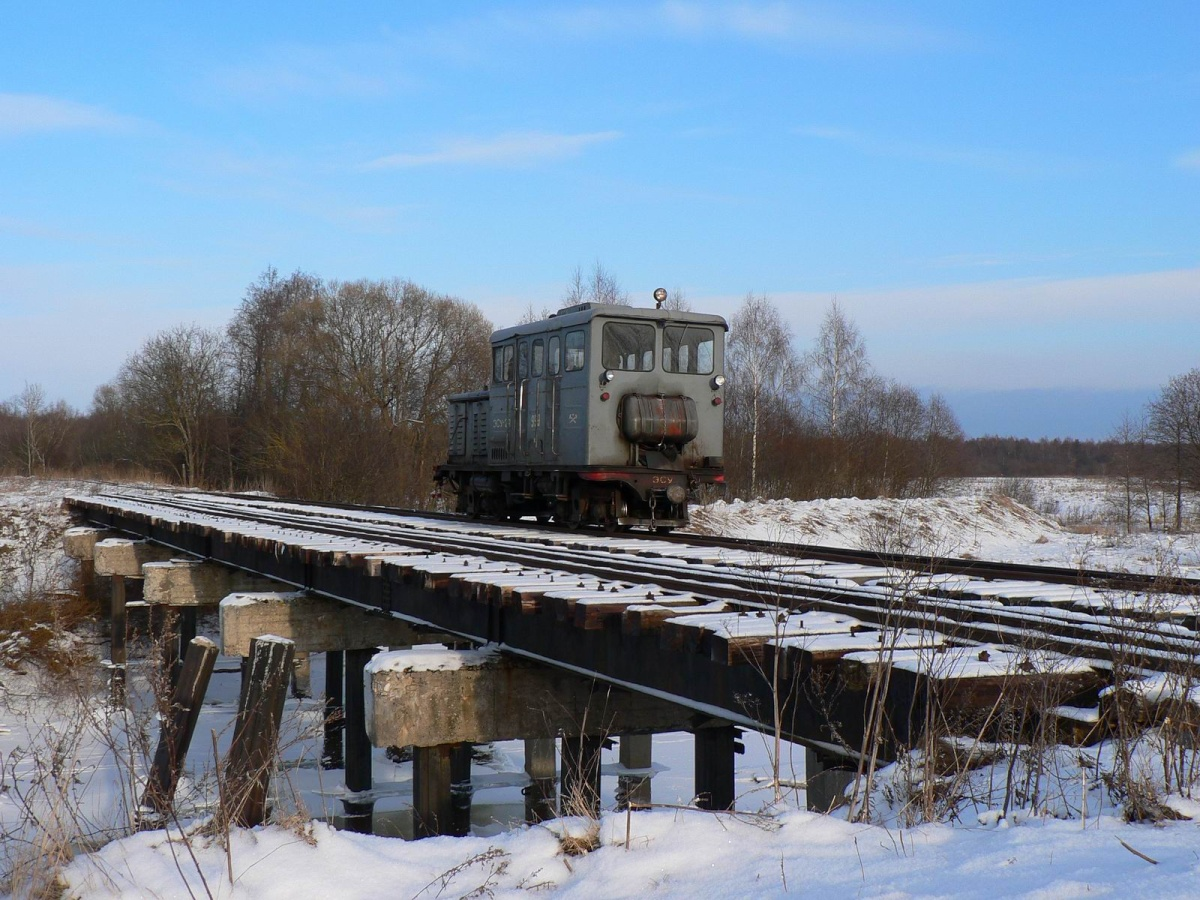
ЭСУ2А-999 на мосту через реку Сить
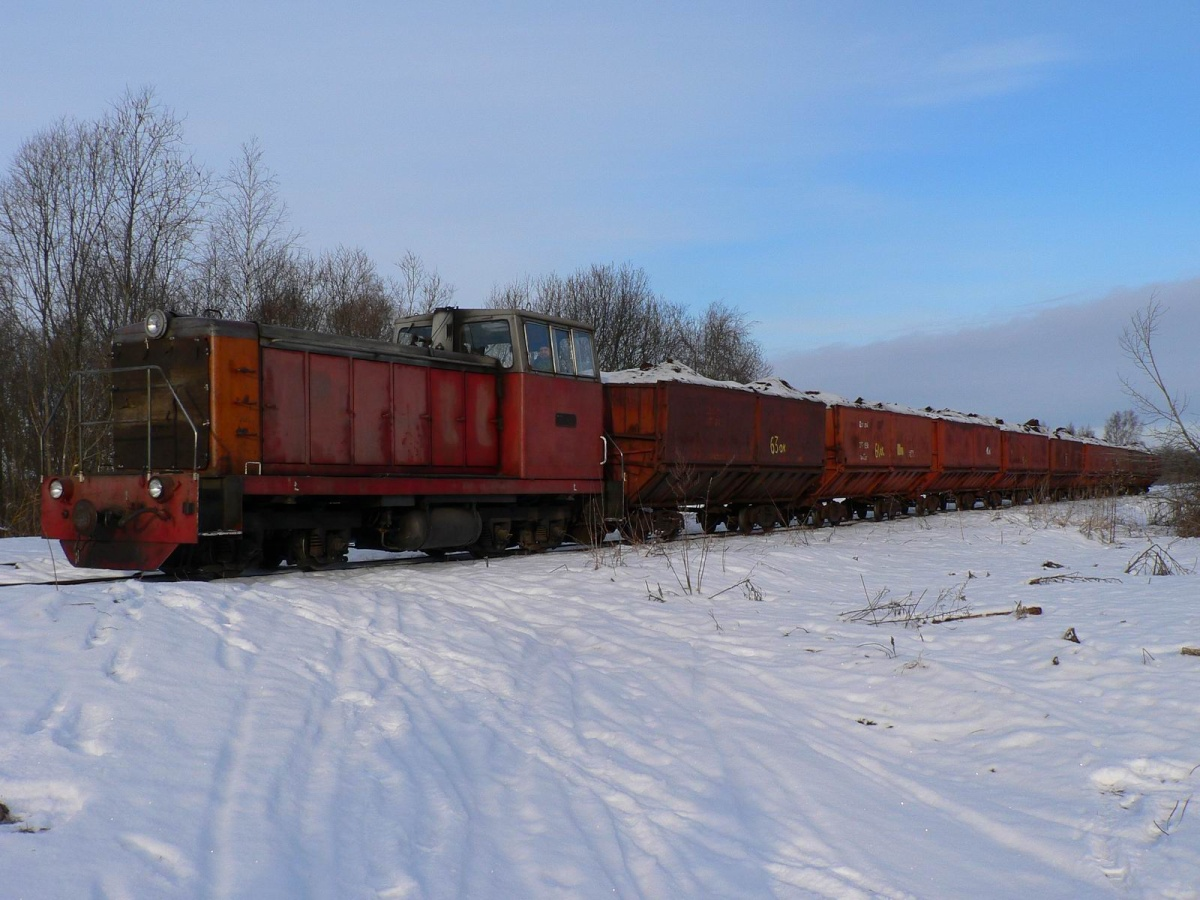
ТУ7А-3333  с грузовым составом на перегоне Участковая - о.п. Горки
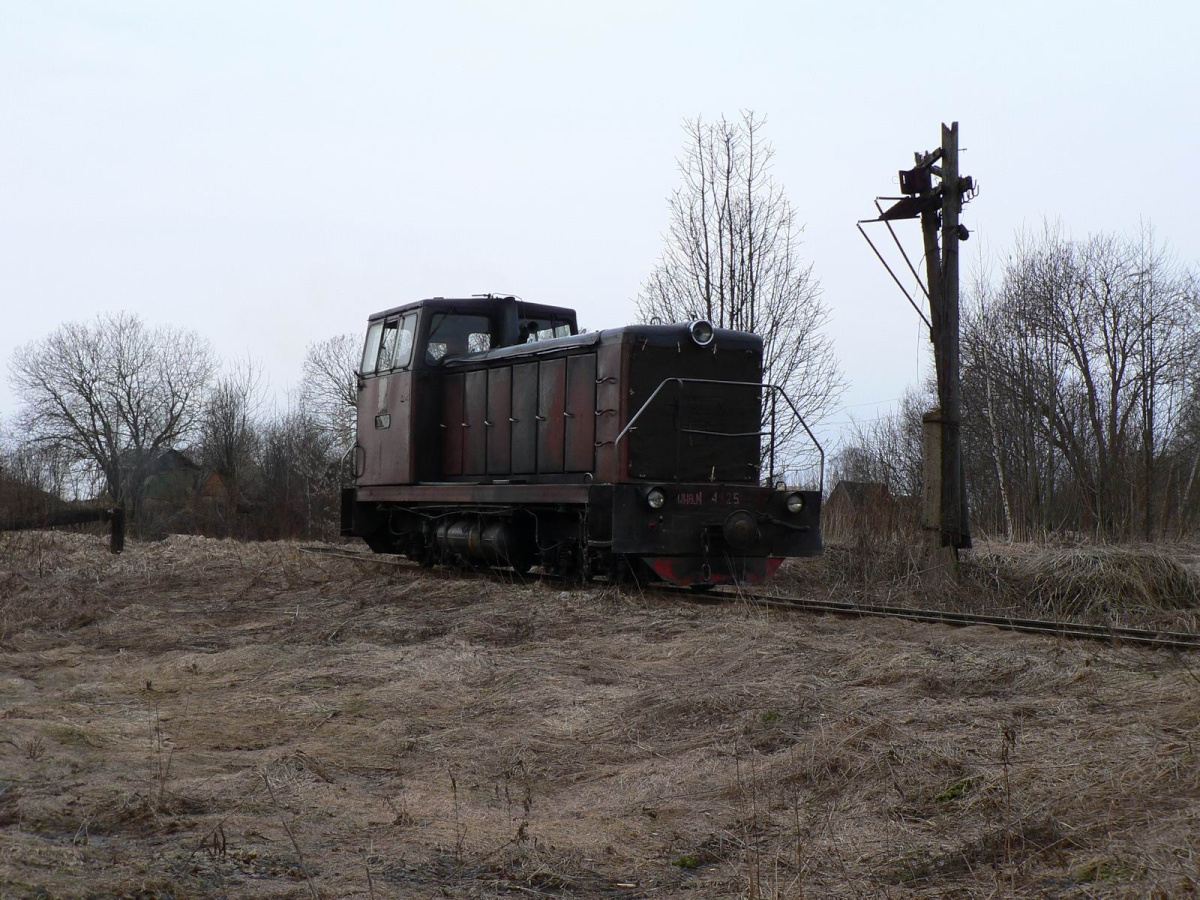
ТУ7-0904.jpg на станции Участковая.